# Station Hermannstraße
Hermannstraße is een station van de S-Bahn van Berlijn, gelegen aan de gelijknamige straat in het Berlijnse stadsdeel Neukölln. Het huidige S-Bahnstation opende op 1 februari 1899 en ligt aan de Ringbahn. Het gelijknamige metrostation onder de Hermannstraße kwam reeds in de jaren 1930 in ruwbouw gereed, maar zou pas in 1996 in gebruik genomen worden. Sindsdien is het station het zuidelijke eindpunt van lijn U8.

## S-Bahnstation
In 1867 begon de aanleg van een nieuwe spoorlijn ten oosten van het Berlijnse stadscentrum, die een aantal reeds bestaande kopstations met elkaar moest verbinden. In 1871 kwam de halve ringlijn gereed tussen de huidige stations Westhafen en Schöneberg, waar een aansluiting richting het Potsdamer Bahnhof werd gecreëerd. De lijn werd zowel gebruikt voor goederenvervoer als door stadstreinen, alles uiteraard met stoomtractie. Zes jaar later was de ring gesloten en vanaf 1 februari 1899 gingen de stadstreinen ook stoppen aan de Hermannstraße, waar een klein, uit rode bakstenen opgetrokken stationsgebouwtje verrees. In de jaren twintig begon men met de elektrificatie van diverse voorstadslijnen in en rond Berlijn. Op 6 november 1928 was ook de zuidelijke Ringbahn geëlektrificeerd. Twee jaar later ging de lijn op in het nieuwe S-Bahnnet.
De Tweede Wereldoorlog overleefde het station redelijk ongeschonden, alleen het toegangsgebouw raakte beschadigd. Desalniettemin moest het S-Bahnverkeer tussen april en juni 1945 stilgelegd worden. In 1968/1969 werd het deels verwoeste stationsgebouw gerenoveerd, maar reeds twee jaar daarna werd het afgebroken en door eenvoudige nieuwbouw vervangen.
De deling van Berlijn na de oorlog had grotere gevolgen voor station Hermannstraße. Het S-Bahnnet werd ook in het westen van de stad bedreven door de Oost-Duitse spoorwegen (Deutsche Reichsbahn), hetgeen leidde tot een grootschalige boycot door West-Berlijnse reizigers, vooral na de bouw van de Berlijnse Muur in 1961. In september 1980 kwam het tot een staking van het West-Berlijnse S-Bahnpersoneel. Als gevolg hiervan stopte de DR de dienst op bijna alle trajecten in het westen van de stad. Ook de Ringbahn zou niet meer bediend worden; station Hermannstraße sloot zijn deuren.

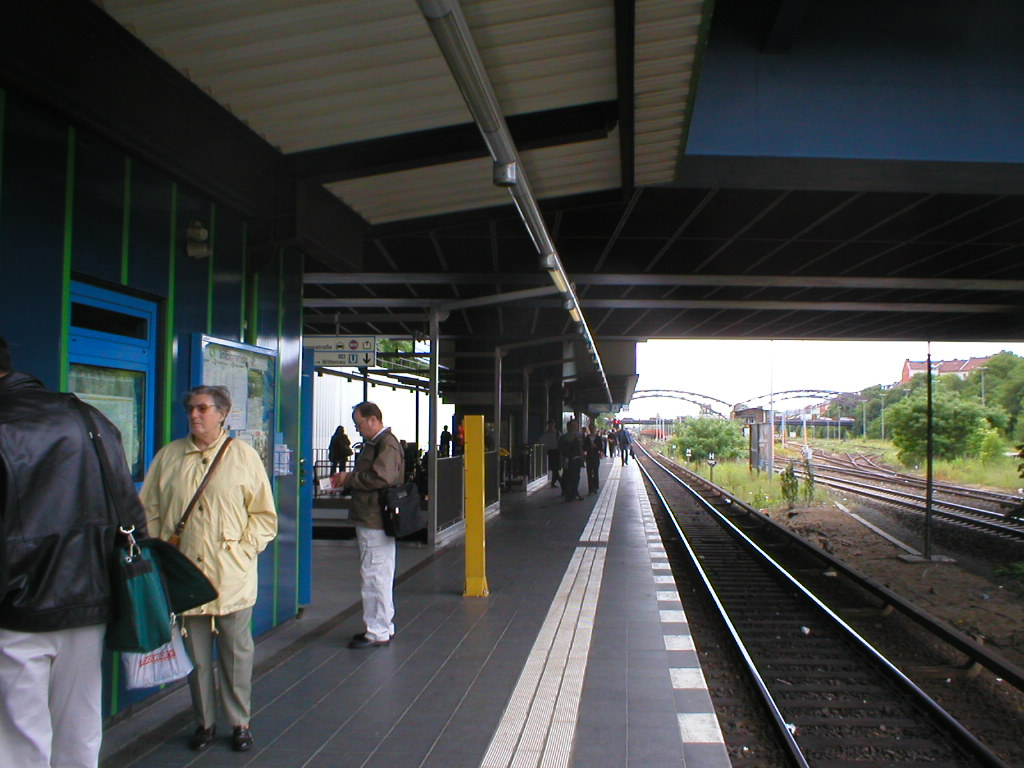
Perron van S-Bahnstation Hermannstraße

In januari 1984 nam het Berlijnse stadsvervoerbedrijf, de BVG, het westelijke deel van het S-Bahnnet over van de DR. Een aantal lijnen werd gesaneerd en opnieuw in dienst genomen, maar de Ringbahn bleef voorlopig buiten gebruik. In 1989 begon men alsnog aan de sanering van de zuidelijke ringlijn. Op 17 december 1993, vier jaar na de val van de Muur, werd de lijn heropend en gingen er weer treinen stoppen in station Hermannstraße. Het station was inmiddels geheel herbouwd en iets naar het westen verplaatst, zodat het onder de Hermannstraße, die de sporen op een viaduct kruist, was komen te liggen. Hierdoor kon een eenvoudige overstap op het in 1996 geopende metrostation gerealiseerd worden. Het eilandperron van station Hermannstraße is sinds de heropening te bereiken via overdekte trappenhuizen aan weerszijden van de Hermannstraße; in het oostelijke paviljoen is tevens een lift aanwezig.

Nadat in 2002 het laatste gat in de ring gedicht was, werden weer doorgaande ringdiensten ingesteld. Station Hermannstraße wordt tegenwoordig bediend door de S-Bahnlijnen S41 (ring met de klok mee), S42 (tegen de klok in), S45 (Flughafen BER - Südkreuz), S46 (Königs Wusterhausen - Westend) en S47 (Spindlersfeld - Hermannstraße).